# UFC on ESPN: Dariush vs. Tsarukyan
UFC on ESPN: Dariush vs. Tsarukyan (conosciuto anche come UFC on ESPN 52) è stato un evento di arti marziali miste tenuto dalla Ultimate Fighting Championship il 2 dicembre 2023 al Moody Center di Austin, negli Stati Uniti.

## Risultati
|                  | Divisione            |                     |                 |                   | Metodo                                      | Round           | Tempo           | Premio          |
| Card Principale  | Card Principale      | Card Principale     | Card Principale | Card Principale   | Card Principale                             | Card Principale | Card Principale | Card Principale |
| ---------------- | -------------------- | ------------------- | --------------- | ----------------- | ------------------------------------------- | --------------- | --------------- | --------------- |
|                  | Pesi leggeri         | Arman Tsarukyan     | batte           | Beneil Dariush    | KO (ginocchiata e pugni)                    | 1               | 1:04            | POTN            |
|                  | Pesi leggeri         | Jalin Turner        | batte           | Bobby Green       | KO (pugni)                                  | 1               | 2:49            | POTN            |
|                  | Pesi gallo           | Deiveson Figueiredo | batte           | Rob Font          | Decisione unanime (30–27, 30–27, 30–27)     | 3               | 5:00            |                 |
|                  | Pesi welter          | Sean Brady          | batte           | Kelvin Gastelum   | Sottomissione (kimura)                      | 3               | 1:43            | POTN            |
|                  | Pesi leggeri         | Joaquim Silva       | batte           | Clay Guida        | Decisione unanime (29–28, 29–28, 29–28)     | 3               | 5:00            |                 |
|                  | Pesi medi            | Dustin Stoltzfus    | batte           | Punahele Soriano  | Sottomissione (rear-naked choke)            | 2               | 4:10            | POTN            |
| Card Preliminare |                      |                     |                 |                   |                                             |                 |                 |                 |
|                  | Pesi gallo femminili | Miesha Tate         | batte           | Julia Avila       | Sottomissione (face crank)                  | 3               | 1:15            | POTN            |
|                  | Pesi medi            | Cody Brundage       | batte           | Zachary Reese     | KO (slam e pugni)                           | 1               | 1:49            | POTN            |
|                  | Pesi leggeri         | Drakkar Klose       | batte           | Joe Solecki       | KO (slam)                                   | 1               | 1:41            | POTN            |
|                  | Pesi mediomassimi    | Rodolfo Bellato     | batte           | Ihor Potieria     | KO tecnico (pugni)                          | 2               | 4:17            | FOTN            |
|                  | Pesi welter          | Jared Gooden        | batte           | Wellington Turman | Sottomissione (rear-naked choke)            | 2               | 1:11            | POTN            |
|                  | Pesi mosca femminili | Veronica Hardy      | batte           | Jamey-Lyn Horth   | Decisione non unanime (29–28, 28–29, 29–28) | 3               | 5:00            |                 |

## Premi
I lottatori premiati ricevettero un bonus di 50.000 dollari.
Legenda:
- FOTN: Fight of the Night (vengono premiati entrambi gli atleti per il miglior incontro dell'evento)
- POTN: Performance of the Night (viene premiato il vincitore per la migliore performance dell'evento)